# (17315) 1089 T-1
1089 تي-1 (ويعرف أيضًا باسم (17315) 1089 تي-1 وفق تسمية الكوكب الصغير) (بالإنجليزية: 1089 T-1)‏ هو كويكب ضمن حزام الكويكبات؛ وترتيبه 17315 من حيث الاكتشاف.
اكتُشف هذا الجُرم الفلكي بواسطة إنغريد فان هوتين-جرونفيلد في 25 مارس 1971.

## وصلات خارجية
- (17315) 1089 T-1 في قاعدة بيانات مختبر الدفع النفاث لأجرام النظام الشمسي الصغيرة

- الاكتشاف · مخطط المدار ·  العناصر المدارية · المعلمات المادية

- (17315) 1089 T-1 على موقع ويكي سكاي: DSS2, SDSS, GALEX, IRAS, Hydrogen α, X-Ray, Astrophoto, Sky Map, Articles and images